# Лена Амшель
Лена Амшель (27 липня 1898 , Лодзь, Варшавське генерал-губернаторство  — 2 листопада 1929 , Париж ) — польська танцюристка та акторка.

## Біографія
Лена Амшель походила з єврейської родини фабриканта. У 1914 році переїхала до Дрездена, а у 1915 році до Берліна. На початку кар'єри шукала контактів з видатними майстрами естради, кіно та театру. У 1916 році в Café des Westerns в Берліні познайомилася з Карлом Густавом Фольмьоллером і Максом Рейнгардтом. Фоллмьоллер став її коханцем і спонсором на кілька років.
У 1917 році почала працювати танцюристкою на сцені консерваторії (Varieté), невдовзі після цього почала працювати перед камерою у Відні. У 1917—1918 роках Лена Амшель зіграла в кількох німих фільмах. Найпримітніші з них: «Пінсельпуці спричиняє пустощі та одружується», «Рендевузельт для чищення щіток», «Дворянське знайомство Олени».
Не маючи танцювальної освіти, Лена Амшель кілька років танцювала на німецьких та австрійських сценах. Її кінокар'єра продовжилася на початку 1920-х. У 1922—1923 роках вона з'явилася в чотирьох епізодах «Трагедія кохання» режисера Джое Мая, зіграла разом з Емілем Яннінгсом, Міа Май, Куртом Гетцем і Марлен Дітріх. Її останнім фільмом був «Могутній долар» 1923 року з Едуардом фон Вінтерштайном.
Триваючий роман з Фоллмьоллером у 1917—1924 був перерваний трьома короткими шлюбами та розлученнями. У 1927 році Лена Амшель переїхала до Парижа. Фолльмьоллер познайомив її з відомими художниками: Андре Дереном, Жоржем Браком, Пабло Пікассо, Осипом Цадкіним, Луї Арагоном, Андре Бретоном, Рене Кревелем та Полем Елюаром.
2 листопада 1929 року вона організувала автомобільні перегони з Андре Дереном поблизу Парижа. Обидва їздили на спортивних автомобілях Bugatti. Автомобіль Амшель вдарився, перекинувся і загорівся. У ДТП загинули Лена Амшель та її подруга Флоренс Пітрон.

## Фільмографія
- 1917: Пінсельпуці спричиняє пустощі та одружується
- 1918: Рендевузельт для чищення щіток
- 1918: Дворянське знайомство Олени
- 1918: Моя дочка, твоя дочка
- 1918: Шлях до багатства
- 1918: Лена чи Олена?
- 1923: Трагедія кохання
- 1923: Всемогутній долар